# 9 октября
9 октября — 282-й день года (283-й в високосные годы) по григорианскому календарю.
До конца года остаётся 83 дня.
До 15 октября 1582 года — 9 октября по юлианскому календарю, с 15 октября 1582 года — 9 октября по григорианскому календарю.
В XX и XXI веках соответствует 26 сентября по юлианскому календарю.

## Праздники и памятные дни

### Международные
- Всемирный день почты.

### Национальные
- Иран — День Корпуса Стражей Исламской Революции.
- Республика Корея — День хангыля.
- Уганда — День Независимости[2][3].

### Религиозные
Православие
 — Преставление апостола и евангелиста Иоанна Богослова (начало II века);
 — память святителя Тихона, патриарха Московского и всея Руси (прославление 1989 год);
 — память священномучеников Афанасия Докукина, Александра Левитского и Димитрия Розанова, пресвитеров, мучеников Иоанна Золотова и Николая Гусева (1937 год);
 — память священномученика Владимира Вятского, пресвитера (1939 год);
 — память преподобного Ефрема Перекомского, Новгородского (1492 год);
 — память праведного Гедеона, судии Израильского (XII в. до н. э.);
 — память благоверного князя Нягу Басарабского (1521 год).
 Католицизм
 — Память святого Дионисия (с конца VIII века).

## События

### До XIX века
- 1446 — правитель Кореи Сечжон заменил иероглифическое письмо новым алфавитом с 28 буквами.
- 1604 — первые наблюдения европейцами сверхновой звезды SN 1604 или Сверхновая Кеплера, вспыхнувшей в нашей Галактике в созвездии Змееносца.
- 1651 — в Англии принят Навигационный акт, по которому товары из колоний могли доставляться только английскими кораблями.
- 1708 — разгром войсками под командованием Петра I корпуса Левенгаупта в битве при Лесной во время Северной войны 1700—1721.
- 1731 — хан Младшего жуза (Западного Казахстана) Абулхаир принял русское подданство, тем самым положив начало присоединению Казахского ханства к Российской империи.
- 1760 — взятие Берлина русскими войсками во время Семилетней войны.
- 1773 — в гости к русской императрице Екатерине II на полгода прибыл французский просветитель Дени Дидро.
- 1780 — сформировался ураган, известный как Великий ураган 1780 года, и ставший самым смертоносным ураганом Атлантики за всю историю наблюдения, унеся до 22 тыс. жизней за 10 дней.
- 1789 — во Франции запрещены пытки.

### XIX век
- 1807 — в Пруссии отменена личная зависимость крестьян от помещиков.
- 1836 — первая поездка по рельсовой дороге Царское Село — Павловск.
- 1861 — Гражданская война в США: сражение на острове Санта-Роза.
- 1872 — Аарон Монтгомери Уард (Aaron Montgomery Ward) выпустил первый каталог заказов по почте. Он состоял из одной странички.
- 1874 — в Берне (Швейцария) основан Всемирный почтовый союз, ныне имеющий статус специализированного учреждения Организации Объединённых Наций.
- 1890 — под Парижем французский инженер-самоучка Клеман Адер первым в мире взлетел на самодвижущемся пилотируемом аппарате тяжелее воздуха и пролетел на нём 50 м[7].

### XX век
- 1913 — начало пожара на британском пароходе «Вольтурно» в Северной Атлантике. Погибло 135 человек, 521 человек был спасён. Корабль был затоплен 18 октября.
- 1914 — немецкий рейдер, лёгкий крейсер «Эмден», заходит на британский остров Диего-Гарсия для пополнения припасов и мелкого ремонта. Власти и население острова не знают о идущей уже больше двух месяцев войне между Великобританией и Германией и радушно встречают гостей.
- 1918 — избрание Фридриха Карла Гессенского королём Финляндии.
- 1920 — польские части под командованием генерала Л. Желиговского заняли Вильнюс.
- 1926 — свадьба французских учёных Фредерика Жолио и Ирен Кюри.
- 1928 — во Львове основана грекокатолическая богословская академия.
- 1934 — король Югославии Александр I Карагеоргиевич и французский министр иностранных дел Луи Барту были застрелены в Марселе Владо Черноземским, боевиком болгарской террористической организации ВМОРО, связанной с хорватскими террористами-усташами.
- 1943 — полное освобождение Таманского полуострова, завершившее Новороссийско-Таманскую операцию и Битву за Кавказ во время Великой Отечественной войны.
- 1963 — катастрофа на плотине Вайонт: в чашу водохранилища ГЭС обрушился оползень, вызвав волну высотой 90 м. В результате был затоплен город Лонгароне. Погибло, по разным данным, от 2 до 3 тыс. человек.
- 1965 — песня «Битлз» «Yesterday» возглавила американский хит-парад.
- 1970 — в Камбодже провозглашена Кхмерская Республика.
- 1973 — в результате перелома в арабо-израильской Войне Судного дня израильские ВВС начали наносить удары по главным стратегическим объектам Сирии, в этот же день «был разгромлен сирийский генштаб».
- 1980
  - Папа римский Иоанн Павел II встретился в Ватикане с Далай-ламой XIV
  - Нобелевская премия по литературе присуждена польскому поэту Чеславу Милошу.
- 1981 — президент Франции Франсуа Миттеран запретил смертную казнь в стране.
- 1986
  - начала вещание телесеть Fox Broadcasting Company.
  - премьера мюзикла Призрак Оперы Эндрю Ллойда Уэббера в Лондоне.
- 1989
  - В Лейпциге прошли массовые стихийные демонстрации против восточногерманского правительства.
  - На Центральном ТВ СССР состоялся первый телесеанс А. Кашпировского.
  - В СССР признано право работников на забастовку.
- 1991
  - Учреждена премия Русский Букер за лучший роман на русском языке.
  - Зарегистрирован Союз молодёжных организаций Украины, созданный вместо распущенного комсомола.
- 2000
  - Йоко Оно, вдова Джона Леннона, почтила память рок-легенды, открыв первый в мире музей в его честь недалеко от Токио.
  - Вашингтонская Библиотека Конгресса получила самое крупное в своей 200-летней истории пожертвование — 60 миллионов долларов от миллиардера Джона Клуджа (John Werner Kluge).

### XXI век
- 2002 — инцидент с Boeing 747 над Беринговым морем: у самолёта компании Northwest Airlines отказал руль направления. Пилоты смогли совершить аварийную посадку в аэропорту Анкориджа.
- 2006 — первое испытание Северной Кореей ядерного оружия.
- 2007 — промышленный индекс Доу Джонса достиг исторического максимума в 14 164 пункта перед началом резкого падения в ходе финансового кризиса 2007—2008 годов.
- 2009
  - В результате теракта в пакистанском городе Пешавар погибли около 50 человек, более 100 ранены[8].
  - Президент США Барак Обама удостоен Нобелевской премии мира[9].
- 2019 — Турция начала операцию «Источник мира».
- 2023 — начало блокады сектора Газа Израилем.

## Родились

### До XIX века
- 1201 — Робер де Сорбон (ум. 1274), французский теолог, основатель богословского колледжа Сорбонна (с XVII в. так называют Парижский университет).
- 1261 — Диниш I (ум. 1325), король Португалии (1279—1325), поэт, просветитель.
- 1328 — Пётр I (убит 1369), король Иерусалима и Кипра.
- 1581 — Клод Гаспар Баше де Мезириак (ум. 1638), французский математик, поэт, лингвист.
- 1623 — Фердинанд Вербист (ум. 1688), фламандский иезуит-миссионер.
- 1704 — Иоганн Зегнер (ум. 1777), немецко-венгерский физик, создавший прообраз гидравлической турбины.
- 1757 — Карл X (ум. 1836), король Франции (1824—1830), последний представитель династии Бурбонов.
- 1764 — граф Пётр Коновницын (ум. 1822), генерал от инфантерии, участник войны 1812 года, военный министр Российской империи (1815—1819).
- 1796 — Сергей Муравьёв-Апостол (казнён в 1826), русский офицер, декабрист.

### XIX век
- 1813 — Николай Станкевич (ум. 1840), российский философ, поэт, публицист.
- 1822 — Жак Бресс (ум. 1883), французский инженер и математик.
- 1825 — Василий Водовозов (ум. 1886), русский педагог, переводчик, детский писатель.
- 1835 — Шарль Камиль Сен-Санс (ум. 1921), французский композитор («Самсон и Далила» и др.), органист, дирижёр.
- 1858 — Михаил Пупин (ум. 1935), сербский и американский физик и физикохимик.
- 1859 — Альфред Дрейфус (ум. 1935), французский офицер, герой знаменитого процесса — дела Дрейфуса.
- 1862 — Николай Филатов (ум. 1935), российский и советский военачальник.
- 1863 — Александр Зилоти (ум. 1945), российский пианист и дирижёр, эмигрант.
- 1874 — Николай Рерих (ум. 1947), русский художник, философ, археолог, путешественник, писатель, общественный деятель.
- 1879 — Макс фон Лауэ (ум. 1960), немецкий физик, лауреат Нобелевской премии (1914).
- 1884 — Отакар Виндиш (ум. 1949), чехословацкий хоккеист, трёхкратный чемпион Европы.
- 1888 — Николай Бухарин (расстрелян в 1938), советский политик, государственный и партийный деятель, академик АН СССР.
- 1892 — Иво Андрич (ум. 1975), югославский писатель и дипломат, лауреат Нобелевской премии по литературе (1961).

### XX век
- 1902 — Фредди Янг (ум. 1998), британский кинооператор, трижды лауреат премии «Оскар».
- 1906
  - Леопольд Седар Сенгор (ум. 2001), сенегальский поэт и политик, первый президент Сенегала (1960—1980).
  - Янис Иванов (ум. 1983), латвийский композитор, дирижёр, педагог, народный артист СССР.
- 1907
  - Хорст Вессель (ум. 1930), немецкий поэт и деятель нацизма, автор песни «Знамёна ввысь», вошедшей в историю как гимн немецких национал-социалистов.
  - Жак Тати (урожд. Яков Татищев; ум. 1982), французский сценарист, актёр-комик, кинорежиссёр, лауреат премии «Сезар».
- 1908 — Йонас Швядас (ум. 1971), литовский композитор и хоровой дирижёр, народный артист СССР.
- 1921 — Тадеуш Ружевич (ум. 2014), польский писатель.
- 1926 — Евгений Евстигнеев (ум. 1992), актёр театра и кино, педагог, народный артист СССР.
- 1935
  - Илья Габай (ум. 1973), советский диссидент, видный участник правозащитного движения 1960-х — 1970-х годов, педагог, поэт, писатель, сценарист.
  - Эдвард, герцог Кентский, член британской королевской семьи, внук короля Георга V, фельдмаршал.
- 1936
  - Эдмонд Кеосаян (ум. 1994), советский кинорежиссёр и сценарист.
  - Николь Круазиль (ум. 2025), французская певица, актриса и танцовщица.
  - Агнешка Осецкая (ум. 1997), польская писательница, сценарист, режиссёр и журналистка.
- 1940
  - Джон Леннон (убит в 1980), британский рок-музыкант, певец, поэт, композитор, художник, писатель, один из основателей и участник группы The Beatles.
  - Валерий Носик (ум. 1995), советский и российский актёр театра и кино, народный артист РФ.
- 1944
  - Питер Тош (убит в 1987), ямайский певец, гитарист и композитор, исполнитель регги.
  - Джон Энтвисл (ум. 2002), бас-гитарист британской группы The Who.
- 1947 — Франс Галль (ум. 2018), французская певица.
- 1950 — Джоди Уильямс, американская активистка, лауреат Нобелевской премии мира (1997).
- 1952 — Шэрон Осборн, британская телеведущая, писательница, музыкальный продюсер, жена рок-музыканта Оззи Осборна.
- 1953 — Тони Шалуб, американский актёр.
- 1955
  - Марина Дюжева, советская и российская актриса театра и кино.
  - Стив Оветт, английский бегун, олимпийский чемпион на дистанции 800 метров (1980).
- 1958
  - Виталий Дубинин, российский рок-музыкант, бас-гитарист группы «Ария».
  - Майкл Паре, американский актёр кино и телевидения.
- 1959 — Борис Немцов (убит в 2015), российский государственный и политический деятель.
- 1962 — Хорхе Бурручага, аргентинский футболист, чемпион мира (1986).
- 1964 — Гильермо дель Торо, мексиканский кинорежиссёр, сценарист, продюсер, писатель, лауреат двух премий «Оскар», «Золотого глобуса» и др. наград.
- 1966 — Дэвид Кэмерон, британский политик, лидер Консервативной партии (2005—2016), 75-й премьер-министр Великобритании (2010—2016).
- 1967 — Георге Попеску, румынский футболист.
- 1969 — Стив Маккуин, британский кинорежиссёр и сценарист, обладатель «Оскара» и др. наград.
- 1970 — Анника Сёренстам, шведская гольфистка и архитектор.
- 1975
  - Марк Видука, австралийский футболист.
  - Шон Леннон, американский певец, композитор, музыкант и актёр, сын Джона Леннона и Йоко Оно.
- 1977 — Егор Бероев, российский актёр театра, кино, телевидения и дубляжа, телеведущий, общественный деятель.
- 1980 — Хенрик Зеттерберг, шведский хоккеист, чемпион мира и Олимпийских игр (2006), обладатель Кубка Стэнли.
- 1982 — Модест М’Бами (ум. 2023), камерунский футболист, олимпийский чемпион (2000).
- 1986 — Лор Маноду, французская пловчиха, олимпийская чемпионка (2004), многократная чемпионка мира и Европы.
- 1992 — Сэм Мьюис, американская футболистка, чемпионка мира (2019).
- 1993 — Уэсли Со, американский шахматист, гроссмейстер.
- 1996
  - Жюлья Симон, французская биатлонистка, многократная чемпионка мира.
  - Белла Хадид, американская топ-модель палестинского происхождения.

## Скончались

### До XIX века
- 1047 — Климент II (в миру граф Суитгер Шидгер-Морслебен-Горнбург; р. 1005), 149-й папа римский (1046—1047).
- 1688 — Клод Перро (р. 1613), французский архитектор и учёный.

### XIX век
- 1807 — Михаил Херасков (р. 1733), русский поэт и прозаик, автор первого гимна Российской империи «Коль славен».
- 1831 — убит Иоанн Каподистрия (р. 1776), министр иностранных дел России (1816—1822 гг.), первый правитель независимой Греции (1827—1831).
- 1841 — Карл Фридрих Шинкель (р. 1781), немецкий архитектор и художник.
- 1857 — Йозеф Рессель (р. 1793), австрийский изобретатель, предложивший новый движитель для судна — гребной винт.
- 1882 — граф Александр Баранцов (р. 1810), генерал, начальник Главного артиллерийского управления, перевооруживший российскую артиллерию.
- 1895 — Надежда Стасова (р. 1822), российская общественная деятельница.

### XX век
- 1918 — Йозеф Карабацек (р. 1845), австрийский востоковед.
- 1924 — Валерий Брюсов (р. 1873), русский поэт, прозаик, драматург, переводчик.
- 1926
  - Васо Абашидзе (р. 1854), грузинский и российский актёр и режиссёр.
  - Артур Герберт Дик Акланд (р. 1847), политик и министр Британской империи.
- 1935 — Борис Поплавский (р. 1903), русский поэт и прозаик, эмигрант.
- 1937 — Михаил Дитерихс (р. 1874), российский военачальник, деятель Белого движения.
- 1943 — Питер Зееман (р. 1865), голландский физик, лауреат Нобелевской премии (1902).
- 1949 — Виктор Успенский (р. 1879), российский и советский музыкальный этнограф, композитор.
- 1950 — Николай Гартман (р. 1882), немецкий философ.
- 1958 — Пий XII (в миру Эудженио Мария Джузеппе Джованни Пачелли; р. 1876), 260-й Папа римский (1939—1958).
- 1965 — Борис Шавырин (р. 1902), советский конструктор миномётного и реактивного вооружения.
- 1966 — Виктор Гайдукевич (р. 1904), советский учёный, специалист в области античной археологии.
- 1967
  - Андре Моруа (р. 1885), французский писатель.
  - Че Гевара (р. 1928), латиноамериканский революционер, команданте Кубинской революции.
- 1974 — Оскар Шиндлер (р. 1908), немецкий бизнесмен, спасший в годы войны более 1000 евреев.
- 1978
  - Павел Антокольский (р. 1896), советский поэт, переводчик, драматург («Коммуна 71 года», «Сын», «О Пушкине» и др.).
  - Жак Брель (р. 1929), бельгийский певец и актёр.
  - Владимир Лифшиц (р. 1913), советский поэт, драматург, сценарист, детский писатель.
- 1979 — убит Нур Мохаммад Тараки (р. 1917), афганский общественный, политический и государственный деятель, Генеральный секретарь ЦК НДПА.
- 1982 — Анна Фрейд (р. 1895), британский психолог, младшая дочь Зигмунда Фрейда.
- 1986 — Харальд Райнль (р. 1908), австрийский кинорежиссёр (фильмы: «Виннету», «Воспоминания о будущем», «Тайны богов» и др.).
- 1988 — Феликс Ванкель (р. 1902), немецкий инженер и изобретатель, создатель оригинального роторно-поршневого двигателя внутреннего сгорания.
- 1989 — Николай Лебедев (р. 1897), советский кинорежиссёр, актёр и сценарист, народный артист РСФСР.
- 1990 — Борис Пайчадзе (р. 1915), игрок тбилисского «Динамо», лучший футболист Грузии всех времён.
- 1994 — Николай Каретников (р. 1930), советский и российский композитор (оперы «Тиль Уленшпигель», «Мистерия апостола Павла», балеты «Крошка Цахес», «Ванина Ванини» и др.).
- 1995 — Александр Дуглас-Хьюм (р. 1903), британский политик, консерватор, министр иностранных дел (1960—1963).
- 1999
  - Моррис Уэст (р. 1916), австралийский писатель («Адвокат дьявола», «Навигатор»).
  - Александр Яншин (р. 1911), советский и российский естествоиспытатель и геолог, академик АН СССР и РАН.

### XXI век
- 2001 — Герберт Росс (р. 1927), американский режиссёр.
- 2004 — Жак Деррида (р. 1930), французский философ и теоретик литературы.
- 2006
  - Пол Хантер (р. 1978), английский профессиональный снукерист.
  - Михаил Шульц (р. 1919), советский и российский физико-химик.
- 2009
  - Михаил Воропаев (р. 1919), советский государственный и партийный деятель.
  - Валентин Николаев (р. 1921), советский футболист, заслуженный мастер спорта.
- 2010
  - Морис Алле (р. 1911), французский экономист, лауреат Нобелевской премии (1988).
  - Александр Матвеев (р. 1926), российский языковед, член-корреспондент РАН.
- 2011 — погиб Павел Карелин (р. 1990), российский лыжник (прыжки с трамплина).
- 2012 — погибла Марина Голуб (р. 1957), актриса театра и кино, заслуженная артистка России.
- 2016 — Анджей Вайда (р. 1926), польский режиссёр театра и кино.
- 2017
  - Жан Рошфор (р. 1930), французский актёр, лауреат трёх премий «Сезар».
  - Алан Чумак (р. 1935), советский и российский телеведущий, «целитель», писатель.

## Приметы
- У человека, рождённого на Ивана Богослова, путь-то, мол, есть, да то и дело жизнь неволит, рвёт этот путь; и надобно его вновь зачинать, вновь обретать, что ни год.
- Коли в этот день идёт дождь, то ещё 3 недели идти будет[10].
- Коли в этот день идёт снег, то зима ляжет на Михайлов день (21 ноября)[11].